# Jérémy Mbanze
Jérémy Mbanze (26 januari 2004) is een Belgisch basketballer.

## Carrière
Mbanze speelde in de jeugd van AWBB en Union Mons-Hainaut waar hij sinds 2022 uitkomt in de tweede ploeg. Hij maakte zijn debuut voor de eerste ploeg op 5 oktober 2024 in een wedstrijd tegen het Nederlandse Feyenoord Basketbal. Hij kreeg nog meerdere kansen in de eerste ploeg verder in het seizoen.